# Laxdæla saga
A saga islandesa medieval Laxdæla saga (literalmente em português: Saga das Gentes do Vale dos Salmões) é uma história de um clã islandês, provavelmente escrita na Islândia Ocidental na primeira metade do séc. XIII.

Está incluída no manuscrito Möðruvallabók (AM 132 fol), conservado no Instituto Árni Magnússon, em Reiquiavique.

A saga conta a história de uma família islandesa durante umas sete ou oito gerações, com início no século X. A segunda parte do texto narra um drama amoroso envolvendo a bela Gudrun e os dois irmãos Kjartan e Bolli por ela apaixonados. 